# 순천비행장
순천비행장(順川飛行場)은 북한 평안남도 순천시에 위치한 북한 공군 비행장이다. 평양시 중심부에서 북북동쪽으로 약 45km 떨어진 군공항으로 평양시를 방위하는 것이 핵심 임무이며, 북한 공군의 최정예 비행연대인 인민군 제1017군부대가 위치해 있다.
2022년에 활주로(폭 50m, 방향 15/33)의 길이를 2500m에서 2800m로 300m 늘리는 활주로 확장, 재포장 공사를 했다.

## 역사
순천비행장은 평양에서 45km 정도 떨어져 있으며, 수도인 평양을 방어하는 공군기지이다. 북한 공군의 최정예 부대로 알려져 있다. 김정일, 김정은이 수시로 직접 시찰하는 곳으로서, 55 비행연대가 위치해 있다. 1017부대라고 보도된다. 비행연대(Group)는 비행대대(Squadron) 몇개가 모여 구성되며, 러시아 등에서는 전투기 24대 정도로 비행연대를 구성한다.
북한의 F-16인 미그-29는 40대가 있는데, 순천비행장에 다수가 배치되어 있다. 구형 미그-29이지만, 북한 공군 500대 전투기 중 가장 최신형, 최고성능, 가장 대형인 전투기이다. 2016년 북한의 전투기는 500대 정도로 알려져 있다. 다만 500대 전체의 운용 능력에는 의혹이 있으며 국가원수가 이곳을 자주 시찰한다는 점에서 이 비행장의 전투기 수십 대가 부품공급이 원활히 이뤄지는 유일한 전력일 가능성도 있다.

## 오중흡 7연대
오중흡 7연대는 1930년대 항일 빨치산 투쟁 당시 김일성의 지휘부를 사수했던 부대로, 당시 7연대 연대장 오중흡은 북한에서 '수령결사옹위정신'을 발휘한 대표적인 인물로 평가받고 있다. 김정일의 지시에 따라 1996년 '오중흡7연대 칭호 쟁취운동'이 시작됐다.
오중흡 7연대 칭호를 받고 있는 부대로는 항공저격여단인 제323부대, 공군 제1354부대, 황주공군기지의 공군 제1016부대, 공군 제1017부대, 131부대, 조선인민군 공군 제813 군부대 등이 있다.

## 수호이 30 도입

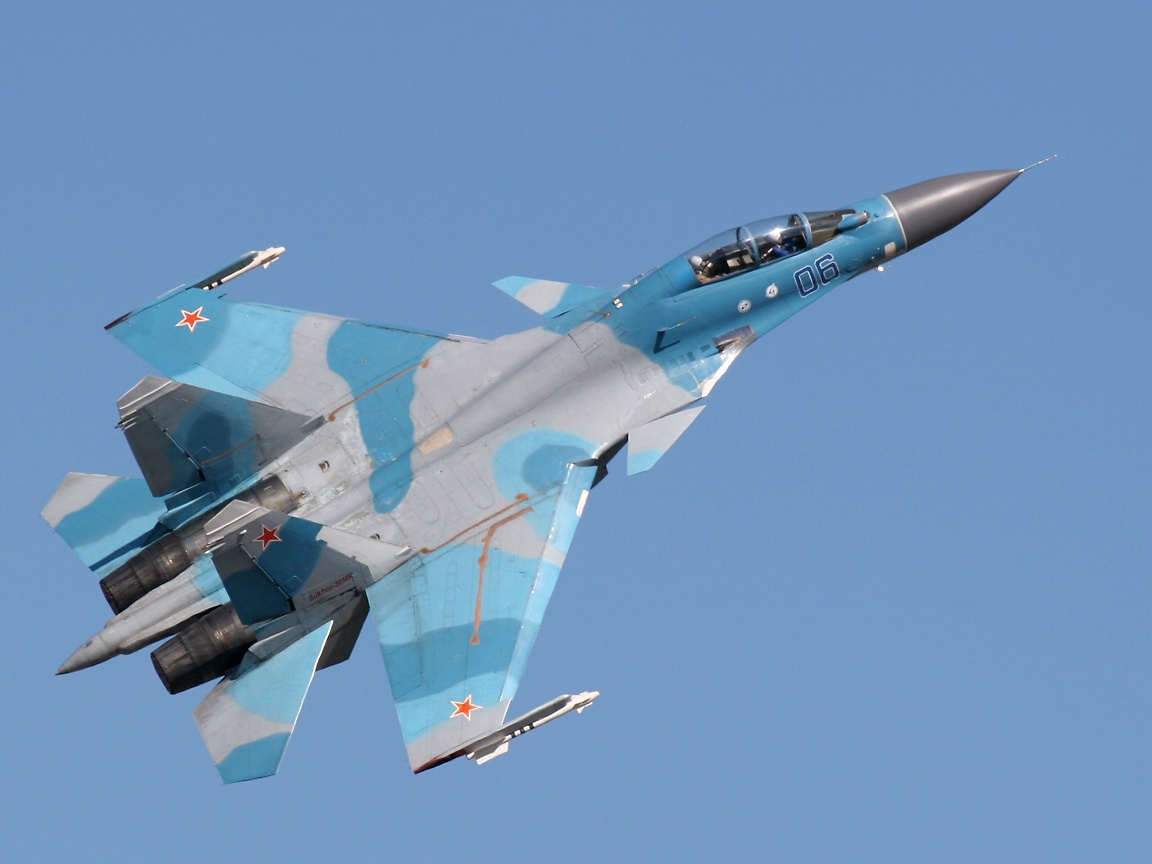
중국 공군의 Su-30MKK

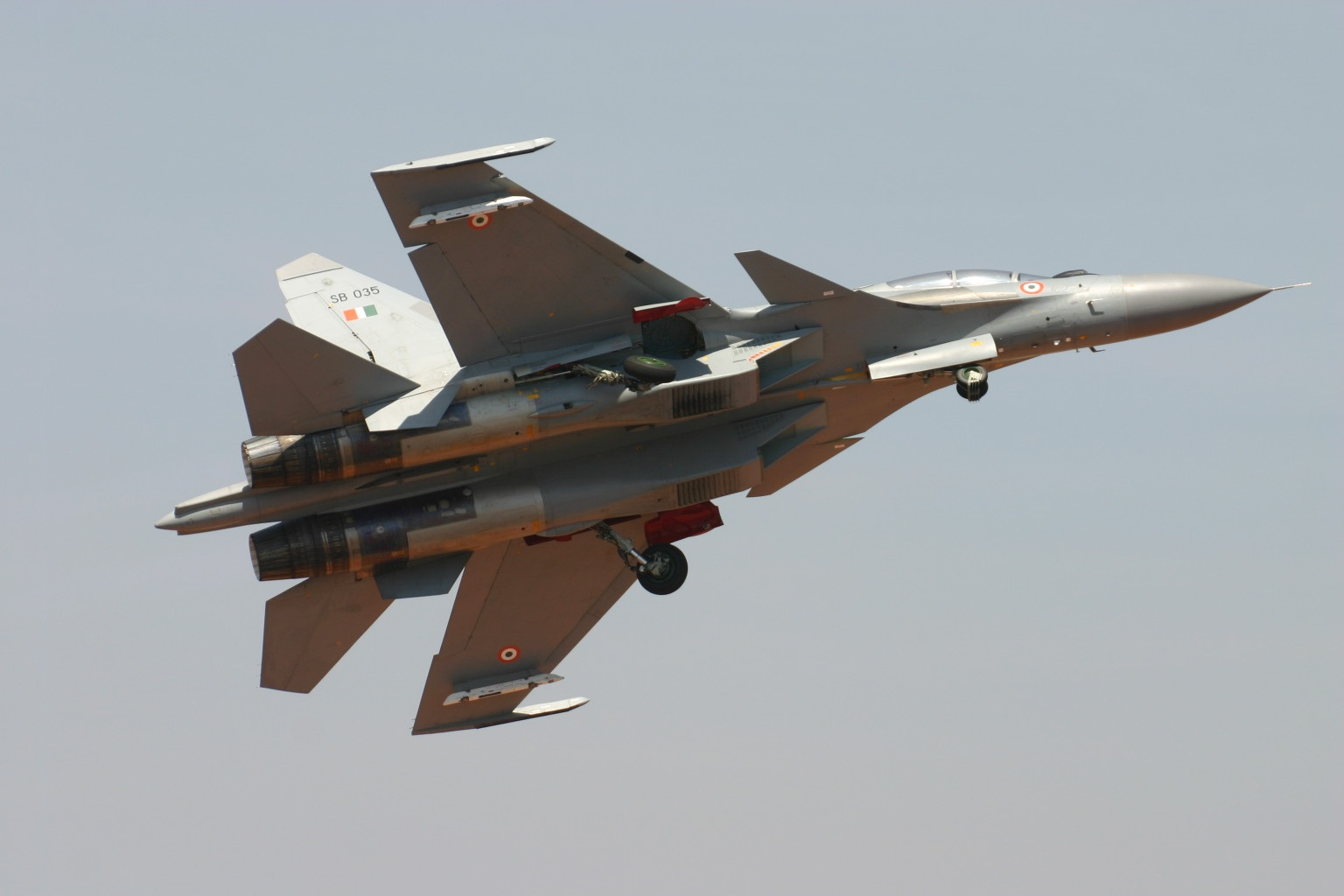
인도 공군의 Su-30MKI

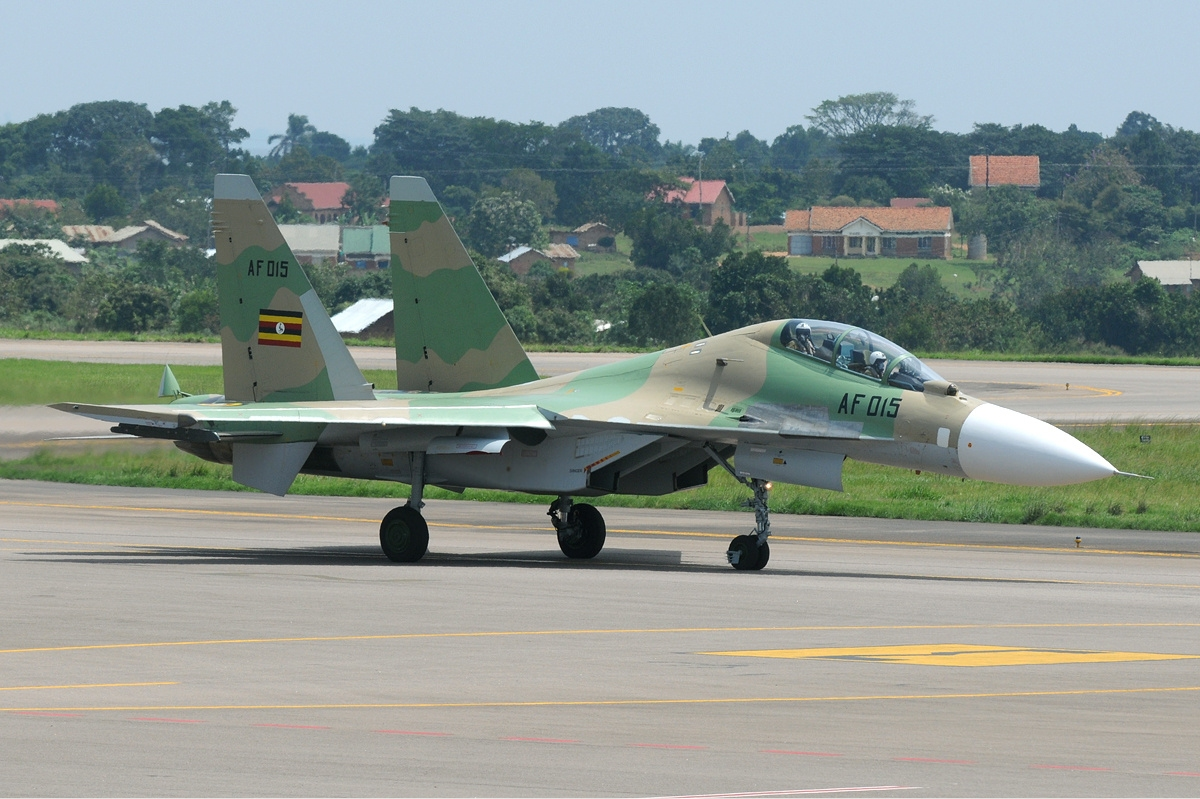
우간다 공군의 Su-30MK2

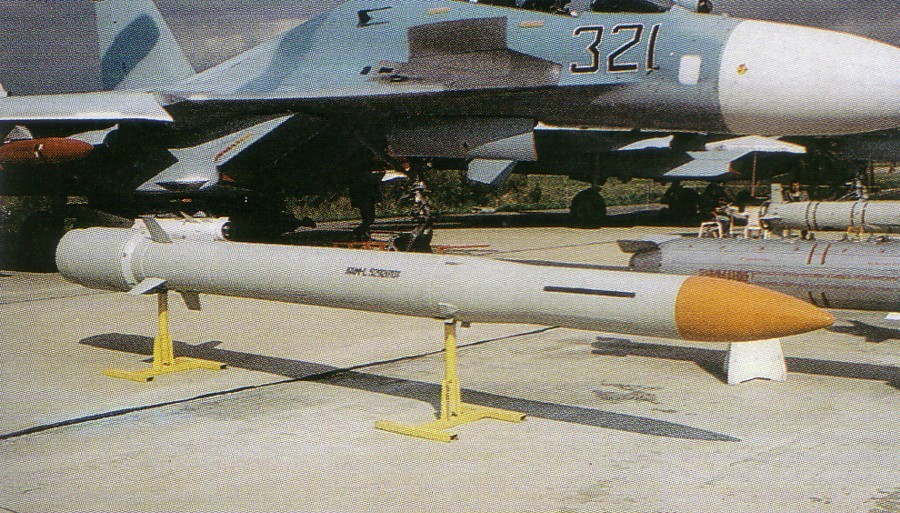
Su-30에만 장착되는 사거리 400 km 조기경보기 킬러 K-100 미사일

수도 평양을 방어하는, 북한 공군 최정예라는 순천비행장에 수호이-30(플랭커)이 배치되어 있을 수 있다는 보도들이 있다. 플랭커는 한국의 F-15K와 동일한 제원의 2인승 대형 쌍발 전투기이다. 한미 군당국은 북한이 플랭커를 보유하지 않았다고 판단하고 있다.
1999년 한국 공군본부의 국정감사에서, 북한이 Su-30을 도입하려 한다고 보고했다. 1인승 Su-27에서 2인승으로 폭격기능을 강화한 Su-30은 한국의 2인승 F-15K의 러시아판이다. 보통 크게 보아 Su-27이라고 통칭하기도 한다.
2001년 4월 29일, 영국 선데이타임스는 러시아가 Su-27, MiG-29, 프첼라 무인정찰기를 북한에 제공하기로 했다고 보도했다. 김일철 북한 인민무력부장(한국의 국방장관)이 모스크바에서 방위산업 담당 일리야 클레바노프 부총리와 협정을 체결하고 4월 28일 귀국했다. 2010년 연평도 포격에 프첼라 무인정찰기가 사용되었다.
2001년 7월 26일, 러시아 이즈베스티야는 김정일 국방위원장이 Su-27, MiG-29, 프첼라 무인정찰기 등 2억 달러(2,000억원) 규모의 무기를 구매하는 문제로 러시아 모스크바에 방문한다고 보도했다. 3개월 전 북한 국방장관이 러시아에서 계약서에 가서명했기 때문에, 이를 비준한 것으로 보인다.
2002년 8월 21일, 김정일 위원장이 극동지역의 콤소몰스크-나-아무례 항공기 제작 공장을 방문, 신형 Su-30 전투기를 견학했다. 러시아의 대북한 무기판매에 정통한 소식통들은 러시아가 단거리 방공시스템, SU-27 및 미그-29 전투기, 무인 프첼라(PCHELA)-1 정찰기, 미군과 한국군의 움직임을모니터할 수 있는 레이다, 소형 해군순찰함정 등을 북한에 제공할 예정이라고 말했다. 그러나 수호이 27은 수출이 거절되었을 것이라는 서방측 보도도 있었다. 정확한 것은 확인하기 힘들지만, 김정일이 수호이 27 수출계약이 거부되었는데도 최신형 수호이 27인 수호이 30 공장을 견학했다는 것은, 부자연스럽다.
2009년 태국 공항에서 유엔 안전보장이사회 결의에 따라 북한발 화물기가 압류되었다. 여기서 사거리 400 km인 공중조기경보기 킬러로 알려진 K-100 미사일이 나왔다. K-100 미사일은 Su-30에서만 발사되는 미사일이다. 한국과 미국 정보당국에 따르면 북한의 최상위 기종은 MiG-29인데, K-100이 MiG-29에 장착된다는 정보는 없다.
2011년 우간다 공군이 Su-30MK2 6대를 7억 4천만달러(8천억원)에 구매했다. 보다 최신형 Su-30 6대를 추가 구매하는 옵션이 포함되었다. 2016년 북한 GDP는 20조원 정도로서, GDP 30조원인 우간다와 비슷하다. 수호이-30 구매국 중에서는 우간다의 GDP가 가장 낮아서, 북한과 가장 근접하다. 다른 국가들은 상당히 강대국들이다. 러시아 언론이 수출계약 보도를 하자, 러시아 정부는 부인했다. 안토노프 An-124 수송기로 수호이-30을 인도했으며, 우간다 정부가 자랑하며 공개하자, 러시아 정부가 수출계약 사실을 인정했다. 2000년 한국 김대중 정부가 수호이-37(플랭커-F)이 가장 싼 대당 350억원에 입찰했는데도 탈락시키고 3배 비싼 경쟁기종 F-15K를 선정하자, 러시아 정부가 강력히 항의했다. 직후 2001년 러시아 언론이 수호이-30(플랭커-G)을 북한에 수출한다고 보도를 하자, 러시아 정부는 부인했다. 북한은 공개한 적이 없다.
2012년 북한 공군이 Su-30K 6대를 구매했다.
2013년 6월, 김정은이 평양에서 1시간 거리인 평안남도 순천비행장의 인민군 공군 제1017부대를 시찰했다. 조기경보기 킬러인 러시아의 K-100 미사일을 공개했다. K-100 미사일은 수호이 27 중에서도 최신형에만 장착가능하다고 알려져 있는데, 북한은 구형 수호이 27도 보유하지 않은 것으로 한미 정보당국은 파악하고 있다. 그런데 북한은 언론에 K-100 미사일을 공개했다.
2014년 11월, 북한 노동당 정치국 상무위원인 최룡해 비서가 모스크바를 방문해 러시아 전투기인 수호이-35 구매 의사를 밝혔다. 이에 대해 러시아는 부인했다.

## 관련보도
1993년 10월 기준으로, 북한은 모두 20여개의 군사비행장 가운데 평남 북창비행장, 순천비행장등 7곳에 지하활주로 시설을 갖추고 있으며, 평남 온천에 지하활주로를 건설중에 있으며 이 온천비행장이 성공할 경우 덕산비행장에도 지하활주로를 건설할 가능성이 높은 것으로 알려졌다.
미그-29 전투기는 평양을 방어하는 평남 순천 평리비행장(3사단 소속)과 평남 북창 초평비행장(1사단 소속) 두 곳에만 있다.
2014년 4월 28일, 중국 관영 신화통신의 인터넷판인 신화망은 시나닷컴 군사 사이트를 인용, 북한 공군 순천(順川) 기지의 모습이 담긴 위성사진 21장을 공개했다. 한 사진에는 순천 기지의 격납고에 수호이-25 폭격기 16대와 미그-29 전투기 2대, 미그-19 전투기 1대가 배치된 모습이 확인됐다. 다른 사진에는 미그-17, 미그-19, 미그-29 전투기와 수호이-25 폭격기를 볼 수 있다.
2002년 봄, 김정일이 한미군사훈련에 대응한다면서 공군에 미그-19와 미그-21을 출격시켰지만 평안남도 개천시 원리비행장에서 2기, 순천비행장에서 1기, 강원도 갈마비행장에서 6기, 하루에 비행기 9기가 자체 고장으로 추락했다고 북한군에 정통한 탈북자가 말했다. 2002년 3월 21일부터 3월 27일까지 독수리 훈련이 한국전쟁 이후 최대 규모의 한미연합훈련으로 실시되었다. 한반도 유사시 미군 증원 전력의 이동 및 한국군 지원 절차를 숙달하기 위한 연합전시증원(RSOI) 연습과 야외 기동 연습인 독수리(Foal Eagle) 연습을 올해 처음으로 통합한 한국전 이래 최대 규모의 훈련으로 컴퓨터 시뮬레이션 위주로 진행되었다.
2019년 4월 16일, 김정은이 공군 제1017군부대 전투비행사들의 비행훈련을 현지지도했다.